# Ernest Chausson
Ernest Chausson, francoski skladatelj, * 20. januar 1855, Pariz, † 10. junij 1899, Limay.
Chaussona je nenadna smrt doletela v času prvih večjih skladateljskih uspehov. 

## Opus
- Orkestrska glasba
  - Simfonija v B-duru op. 20 (1890)
  - Viviane, simfonična pesnitev op. 5 (1882)
  - Soir de fête, simfonična pesnitev op. 32 (1893)
  - Poème, za violino in orkester, Es-Dur op. 25 (1892-96)
- Vokalna glasba
  - Hélène, lirična drama op. 7 (1883-86)
  - Le Roi Arthus, lirična drama op. 18 (1885-86)
  - Gledališka glasba
  - Poème de l'amour et de la mer, za glas in orkester op. 19 (1882-90, rev. 1893)
  - razni samospevi
  - posamezne zborovske skladbe
- Komorna glasba
  - Koncert za violino, klavir in godalni kvartet, D-dur op. 21 (1889-91)
  - Godalni kvartet, c-mol op. 35 (1897-99, dokončal ga je Vincent d'Indy)
  - Klavirski kvartet, A-dur op. 30 (1897)
  - Klavirski trio, g-mol op. 3 (1881)
  - Skladba za violončelo in klavir, C-dur op. 39 (1897)
  - posamezne klavirske skladbe